# جاك يوكو
جاك يوكو (29 أبريل 1972 في فرنسا - ) (بالفرنسية: Jacques Yoko)‏ هو لاعب كرة طائرة فرنسا في مركز ضارب خارجي ‏. لعب مع S.C. Espinho (volleyball) ‏.

## وصلات خارجية
- جاك يوكو على موقع دوري الدرجة الأولى الإيطالي للكرة الطائرة - رجال (الإيطالية)